# Ложечница датская
Ложечница датская (лат. Cochlearia danica) — вид растений рода Ложечница (Cochlearia) семейства Капустные (Brassicaceae).

## Ботаническое описание

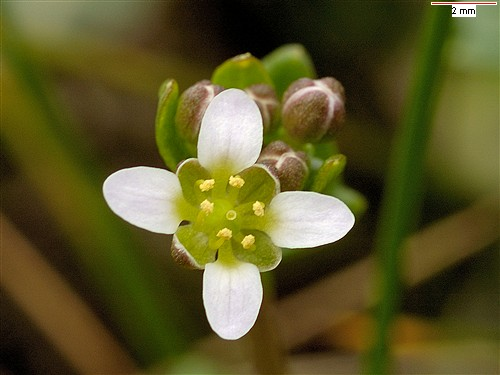
Цветок

Двулетнее травянистое растение, довольно маленькое и компактное, высотой 10-20 сантиметров.
Листья очерёдные расположены в базальной розетке и распределены вдоль стебля. Род получил свое название благодаря форме мясистых листьев. Треугольные или сердцевидные, почти цельные базальные листья имеют длину около 1 см и столько же в ширину. Из-за короткого периода цветения базальные листья являются наиболее важным признаком для идентификации. Нижние и средние стеблевые листья стелющиеся, от трёх до семи лопастей. Самые верхние листья бесстебельные.
Короткий период цветения длится с апреля по май. Многие цветки собраны в зонтиковидное соцветие, которое впоследствии становится рацемозным из-за заметного удлинения оси соцветия до созревания плодов.
Цветок гермафродитный четырёхлепестковый с двойным околоцветником. Четыре белых лепестка длиной от 2,5 до 4,5 мм разделены на удлинённую эллиптическую пластинку, которая сужается в короткий ноготок. Тычинок часто всего четыре.
Плодоножка довольно прочная и угловатая. Стручок яйцевидный или округлый, длиной от 4 до 6 мм. В каждой ячейке находится от пяти до семи семян. Семена относительно мелкие, яйцевидные или эллипсоидные, их длина не превышает 1 мм. Семенная оболочка красноватая или тёмно-коричневая, мелкобородавчатая с тупыми бугорками.
Основное число хромосом x = 7; гексаплоидия присутствует при числе хромосом 2n = 42.

## Распространение и экология
Имеются данные о местонахождении в европейских странах: Германия, Нидерланды, Бельгия, Люксембург, Нормандские острова, Франция, Монако, Андорра, Испания, Гибралтар, Португалия, Дания, Швеция, Норвегия, Финляндия, Эстония, Польша, Венгрия, Великобритания и Ирландия. В России встречается только в Ленинградской области. Произрастает на европейских побережьях Атлантического океана, Северного и Балтийского морей от западной до центральной и от восточной до северной Европы.
Ложечница датская — терофит.
Ложечница датская — галофит, то есть растёт, когда содержание соли в почве достигает определенного уровня. Он перестает расти, если содержание соли в почве превышает 0,5 % (от низкого до умеренного). Его защита от чрезмерного засоления заключается в сбрасывании старых, засоленных листьев. Поэтому нижние листья базальной розетки всегда пожелтевшие и мёртвые.
Не позднее августа в стручках созревают семена, и экземпляр растения погибает. Однако в сентябре прорастает новое поколение и образует крепкие розетки листьев. Перезимовав в виде почти взрослого экземпляра начинает цвести в начале апреля, когда трава ещё не настолько высока, чтобы лишить её солнечного света.
Опыление происходит путем самоопыления или опыления насекомыми.
Диаспоры рассеиваются животными (рассеивание на липучках), саморассеиваются и разносятся ветром.
Как и ложечница английская, ложечница датская — одно из первых растений, цветущих в апреле-мае в суровом климате илистых и солончаковых болот. Ложечница датская светолюбива. Его среда обитания предполагает легко проницаемые песчаные или гравийные, часто затопляемые почвы. В прибрежных районах обычно растёт на бедных почвах, что даёт ему преимущество перед другими видами растений. В основном растет на илистых отмелях и солончаках, но может встречаться и на скалистых окраинах, где солёный ветер в значительной степени компенсирует отсутствие подтопления. На побережье является характерным видом Sagino-Cochlearietum danicae из ассоциации Saginion maritimae.
В Швейцарии значения экологических показателей согласно Ландольту: индекс влажности F = 3+w+ (влажный, но сильно изменчивый), индекс освещенности L = 4 (яркий), индекс реакции R = 4 (от нейтральной до основной), индекс температуры T = 3+ (субгорный и верхнеколлинеарный), индекс питательности N = 4 (богатый питательными веществами), индекс континентальности K = 2 (субокеанический), солеустойчивость 1 = толерантный.

## Таксономия
Вид был впервые описан в 1753 году Карлом Линнеем в Species Plantarum. Видовой эпитет danica означает «из Дании».

## Использование
Листья ложечницы датской можно использовать в сыром или приготовленном виде в качестве приправы к салатам. Они обладают резким горчичным ароматом, который не всем по вкусу. Ложечница содержит много витамина C, поэтому её солили на парусных кораблях, в качестве защиты от цинги, вызываемой дефицитом витаминов.